# Canal de Nantes à Brest
Der 1842 eröffnete Canal de Nantes à Brest (deutsch: Nantes-Brest-Kanal) ist ein französischer Schifffahrtskanal, der die Loire bei Nantes mit der Bucht Rade de Brest verbindet. Er war zeitweise für die Binnenschifffahrt zwischen Nantes in der Region Pays de la Loire und Brest in der Region Bretagne bedeutsam. Die Pläne wurden unter Guy Bouessel nach einem Vorschlag von Ing. Abeille erstellt.
Der Kanal führt an seinem westlichen Ende im Widerspruch zum Namen aber nicht direkt bis Brest, sondern nur bis knapp nordwestlich von Landévennec, wo der Fluss Aulne in die nach Brest benannte Bucht mündet.
Der Kanal verläuft generell in nordwestlicher Richtung und nutzt auf seinem Weg verschiedene Flussstücke, die erst zu diesem Zweck kanalisiert wurden. Es sind dies die Flüsse Erdre, Isac, Oust, Blavet sowie Doré, Hyère und Aulne im westlichen Abschnitt. Bei Redon kreuzt der Kanal die Vilaine, welche in Verbindung mit dem Canal d’Ille-et-Rance die Bretagne in Nord-Süd-Richtung durchquert. So ergibt sich ein kleines Wasserstraßenkreuz.

## Verlauf des Kanals

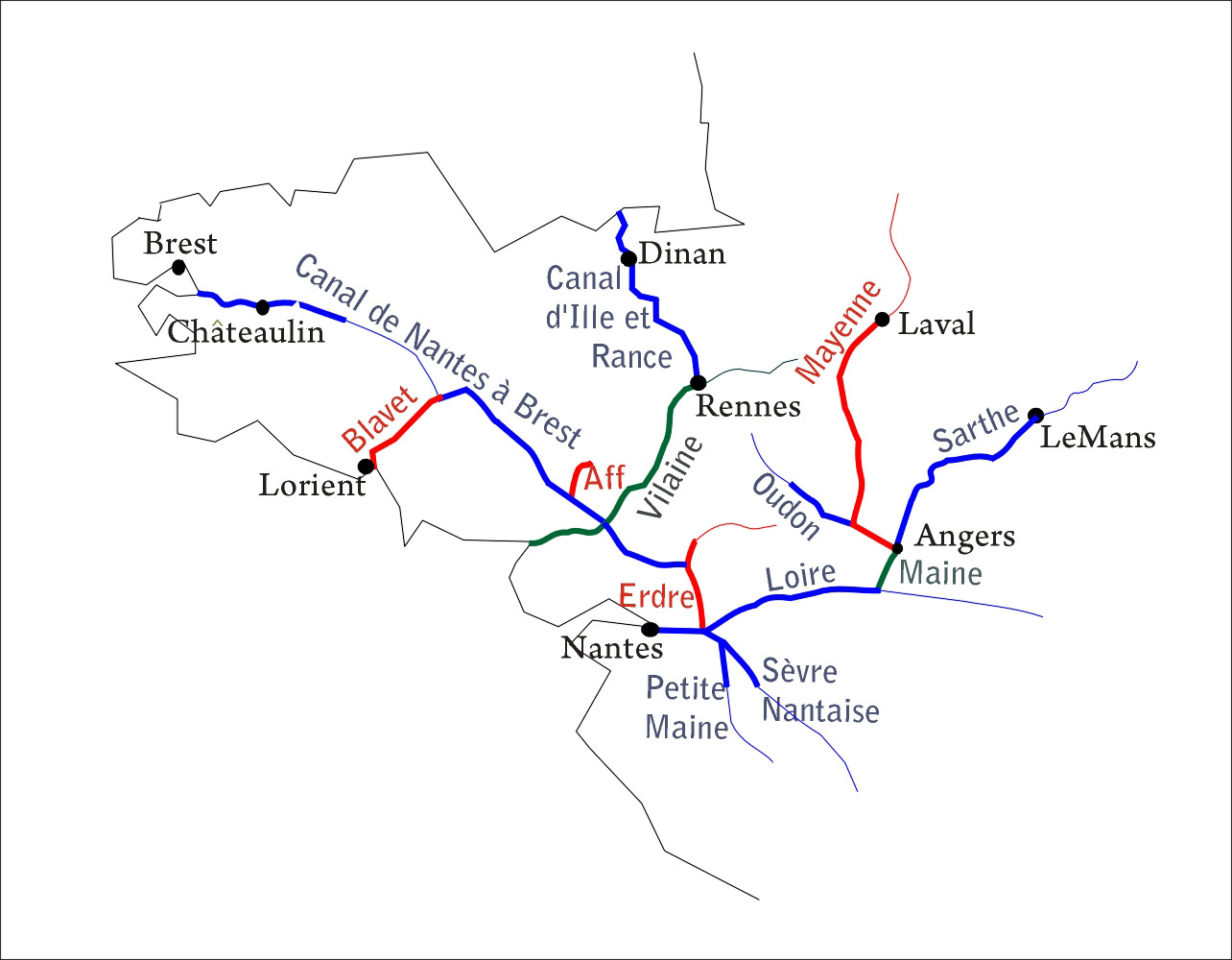
Karte mit dem Kanal

### Koordinaten
- Ausgangspunkt des Kanals: 47° 12′ 42″ N, 1° 32′ 22″ WKoordinaten: 47° 12′ 42″ N, 1° 32′ 22″ W
- Endpunkt des Kanals: 48° 18′ 13,7″ N, 4° 17′ 22,9″ W

### Durchquerte Départements
in der Region Pays de la Loire:
- Loire-Atlantique

in der Region Bretagne:
- Ille-et-Vilaine
- Morbihan
- Côtes-d’Armor
- Finistère

### Orte am Kanal
- Nantes
- Blain
- Guenrouet
- Redon
- Malestroit
- Josselin
- Rohan
- Pontivy
- Châteauneuf-du-Faou
- Châteaulin
- Landévennec

## Technische Infrastruktur
Bei diesem Kanal handelt es sich um einen Wasserscheidenkanal, der insgesamt drei Scheitelhöhen überwindet:
- Bout-de-Bois (20 m), westlich von Nort-sur-Erdre, Wasserversorgung durch das Grand Réservoir de Vioreau, bei Joué-sur-Erdre, Inhalt 8 Mio. m³
- Hilvern (129 m), südwestlich von Saint-Gonnery, Wasserversorgung durch den Étang de Bosméléac, bei Allineuc, Inhalt 3 Mio. m³
- Glomel (184 m), nördlich von Glomel, Wasserversorgung durch den Étang de Coronc, südlich von Glomel, Inhalt 3 Mio. m³

Der Kanal weist zwischen Nantes und der Mündung in die Bucht von Brest eine Länge von 396 Kilometer auf. Um den Höhenunterschied von insgesamt 555 Metern zu bewältigen, wurden 236 Schleusen angelegt. 18 davon sind nicht mehr existent, weil sie durch den Bau des Stausees von Guerlédan in den Jahren 1923–1930 geflutet wurden. Der Kanal kann daher nicht mehr durchgängig befahren werden.
Östlich des Scheitelpunkts Hilvern liegen 23 Schleusen in einer Distanz von rund fünf Kilometern, aber auch vor und nach Kergouët sowie westlich des Scheitelpunkts Glomel, folgen die Schleusen in so kurzen Abständen, dass man von Schleusentreppen sprechen kann. Seit der Errichtung der Staumauer 1928 für ein Kraftwerk bei Guerlédan ist der Kanal zweigeteilt und hat seine Bedeutung für die gewerbliche Schifffahrt weitgehend verloren.
Der Kanal litt von Anfang an an einem unzureichenden Ausbau: die meisten Schleusen waren nur 26,3 m lang und 4,7 m breit. Die geplante Tiefe von 1,62 m wurde oft nicht erreicht, an manchen Stellen betrug die Tiefe nur 1,05 oder 1,1 m. Dadurch konnten nur Schiffe mit 50 bis 56 t den Kanal befahren, in manchen Abschnitten waren bis zu 85 t möglich.

## Geschichte
- 560 Ausbau im Bereich der Mündung des Erdre in die Loire zu einem Kanal.
- 1627 Erste Pläne für die Schaffung eines Kanals durch die Bretagne, von der Bucht von Brest bis Carhaix.
- 1716 Erster Plan für einen Kanal über die ganze Distanz von Nantes bis Brest. Die zunehmende Blockierung der bretonischen Küstenschifffahrt durch die britische Flotte gefährdet die Versorgung der Arsenale von Indret (bei Nantes), Lorient und Brest. Als Ersatz kommen Transporte durch das Innere der Bretagne in Frage, aber die Straßen genügen den Anforderungen nicht. Als geeignetste Lösung der Transportprobleme bieten sich deshalb Kanäle an.

- 1804 Technische Studien durch den Ingenieur Bouessel. Napoleon interessiert sich für das Projekt.
- 1806 Erste Arbeiten am Kanal Nantes–Brest.
- 1811 Der erste Stein für die erste Schleuse in Port-Launay (bei Châteaulin) wird gelegt.
- 1814 Napoleon geht ins Exil. Nun fehlt die Finanzierung, und die Arbeiten werden eingestellt.
- 1822 Wiederaufnahme der Arbeiten. Besonderheit: Von 1822 bis 1832 wurden 400–600 Gefangene (Oppositionelle, Kriegsgefangene, Rebellen, Kriminelle) von außerhalb der Bretagne nach Glomel gebracht, um dort von Hand den bis zu 23 m tiefen Einschnitt auszuheben. Die Gefangenen waren unter schlimmsten Bedingungen in einem Lager bei Lande-Perran (bei Glomel) untergebracht. Malaria und harte Arbeitsbedingungen forderten zahlreiche Opfer. 1830, im Zusammenhang mit der Julirevolution, fand ein Massenausbruch von 570 Gefangenen statt. Die Mehrzahl von ihnen wurde jedoch wieder eingefangen. Indem sie sich von einem Unternehmer überzeugen ließen, freiwillig ins Lager zurückzukehren, wurde ein Massaker vermieden. 1832, nach einer weiteren Revolte und wegen der Furcht vor einer Cholera-Epidemie, wurde das Lager geschlossen.

- 1842 Eröffnung des Kanals, d. h. des Schifffahrtsbetriebs, auf seiner ganzen Länge. Vorher waren nach und nach bereits einzelne Abschnitte in Betrieb genommen worden, und nach 1842 folgten noch diverse Abschlussarbeiten. 1858 soll Napoleon III. den Kanal dann endgültig eröffnet haben.
- 1890–1914 Zeit der intensivsten Nutzung.
- 1914 Requirierung der Frachtschiffe.
- Nach 1914 Konkurrenz für den Kanal durch die Eisenbahn, welche schneller und, alles in allem, billiger transportiert.
- 1921–1922 Eine lange, extreme Trockenzeit erzwingt die Einstellung der Schifffahrt während beinahe eines Jahres.
- 1928 Errichtung der 45 m hohen und an der Krone 206 m langen Staumauer von Guerlédan. Seither ist der Kanal aus der Sicht der Schifffahrt in zwei voneinander völlig unabhängige Teile geteilt. Bis heute ist keine Einrichtung für die Überwindung der Stufe gebaut worden, obschon immer wieder entsprechende Forderungen gestellt worden sind.
- 1940 Erneute Requirierung der Frachtschiffe.
- 1945 Nach dem Krieg kommt der Kanal immer mehr außer Gebrauch.
- 1977 Das letzte Frachtschiff bringt die letzte Ladung (Sand) nach Saint-Congard. Der Kanal versinkt in einen Dornröschenschlaf und wird nicht mehr richtig unterhalten.
- Seit 1994 wird der Kanal in wachsendem Umfang vom Tourismus genutzt. Die Schleusen werden nach und nach wieder instand gesetzt. Die Verantwortung für den Kanal liegt heute bei den Départements, die unterschiedliche Strategien und Entwicklungsgeschwindigkeiten verfolgen.

## Wirtschaftliche Bedeutung
Das Innere der Bretagne gehörte lange Zeit zu den wirtschaftlich besonders rückständigen Gebieten Frankreichs. Es fehlte an ausgebauten Straßen, um die landwirtschaftlichen Produkte, den Dachschiefer und Bausteine aus den Steinbrüchen sowie Kohle und Erze exportieren, aber auch Kalk und Kalkmergel für die Bodenverbesserung importieren zu können. Mit dem Bau von Kanälen sollten deshalb Landwirtschaft und Handel angekurbelt und ein wirtschaftlicher Aufschwung in Gang gebracht werden. Die Blockade der Küstenschifffahrt durch die Briten war dann definitiv der Anlass, den Bau der Kanäle voranzutreiben.
Hohe Preise für die Benutzung der Kanäle – viel zu hohe für die arme Bevölkerung – verhinderten dann aber den Aufschwung. 1836 bis 1850 wurden jährlich im Schnitt nur 10.000 Tonnen transportiert. 1860 stieg die Tonnage dann auf 40.000 Tonnen pro Jahr, wegen des Transports von Kohle durch den Staat. 1865 war es damit aber schon wieder vorbei, der horrenden Kosten wegen. Technische Verbesserungen ließen die Mengen ab 1870 wieder ansteigen. Zwischen 1890 und 1914, auf dem Höhepunkt der bretonischen Kanalschifffahrt, waren 800 Schiffe unterwegs, die jährliche Tonnage belief sich jedoch nur auf 35.000 Tonnen.
1914–18 stellte die Bretagne überdurchschnittlich viele Soldaten. Ihr Fehlen hatte einen Stillstand des wirtschaftlichen Lebens und damit auch einen massiven Rückgang der Kanaltransporte zur Folge. Von diesem Schlag erholte sich die bretonische Kanalschifffahrt nicht mehr richtig, und der Zweite Weltkrieg versetzte ihr dann den „Gnadenstoß“. 1942 benutzte zum letzten Mal ein Transportschiff die Schleuse von Châteaulin, und 1977 war es endgültig vorbei mit den Warentransporten auf den bretonischen Kanälen.
Gesamthaft betrachtet kamen der Canal de Nantes à Brest und die anderen bretonischen Kanäle zu spät (Konkurrenz durch die Eisenbahn), ihr Betrieb war zu oft unterbrochen (Trockenperioden, Sperrung wegen Unterhaltsarbeiten), die Transporte waren zu lang unterwegs (u. a. wegen ungünstiger Schleusenbedienungszeiten), die Einnahmen aus der Schifffahrt waren viel zu gering im Vergleich zu den hohen Bau- und Unterhaltskosten, und die Kriege wirkten sich in jeder Beziehung nachteilig aus. Wie sich der Kanal im Detail auswirken konnte, zeigt sich am Beispiel der Schieferproduktion: Dank des Kanals erhielten die Produzenten erweiterte Absatzmärkte, dies führte jedoch zur Eröffnung von immer noch mehr Schieferbrüchen, zu einer Überproduktion und zu einem massiven Preisverfall – und letztlich zum Konkurs einer großen Zahl von Schieferbrüchen, mit entsprechenden Verlusten an Arbeitsplätzen.

## Der Kanal heute
Der wachsende Tourismus mit Sport- und Hausbooten bewirkte in den letzten Jahren einen Wiederaufschwung der Kanalschifffahrt nicht nur auf dem Canal de Nantes à Brest, sondern auch auf den anderen Wasserwegen der Bretagne. Davon profitieren zahlreiche Arbeitsplätze im Unterhalt, im Handel und Gastgewerbe usw., und das in einem Gebiet, wo alles von großer Bedeutung ist, was die Abwanderung verhindert.
Mit Booten befahrbar sind derzeit
- der östliche Abschnitt, zwischen Nantes und Pontivy und
- der westliche Abschnitt, zwischen Port-Launay und Goariva.

Die Schleusen funktionieren mit wenigen Ausnahmen im Handbetrieb und sind meist von den Bootsbesatzungen selbst zu bedienen. Zwischen Rohan und Pontivy – Schleuse 52 (Kilometerpunkt 181,4) bis Schleuse 107 (Kilometerpunkt 205,5) – bedeutet dies auf geringe Distanz 2–3 Tage intensive Kurbelarbeit, aber das ist zugegebenermaßen der Extremfall.

Die maximal zulässige Geschwindigkeit beträgt 6 km/h auf dem Kanal und 8–10 km/h auf den kanalisierten Flussabschnitten.
Zwischen Nantes und La Chapelle-sur-Erdre kann man dem Erdre auf einem attraktiven Uferweg folgen. Der Motorfahrzeugverkehr ist überall auf dem Treidelweg verboten. Die Bewohner der Schleusenwärterhäuser und ihre Besucher, der Kanalunterhaltsdienst sowie die Fischer befahren den Weg aber trotzdem, und der Weg ist allgemein beliebt bei Joggern, Spaziergängern und Freizeitradlern.
Der mittlere Abschnitt, zwischen Pontivy und der Staumauer von Guerlédan, sowie zwischen dem hinteren Ende des Stausees und Goariva, ist derzeit mit Booten nicht befahrbar. Weite Strecken sind hier jedoch mit Kajaks befahrbar. Die Überlaufwehre sind mit Wasserrinnen versehen, in denen die Kajakfahrer die Wehre überwinden können. Im Zweifelsfall müssen die Kajaks ausgewassert und um die Schleuse herum getragen werden; eine Benutzung der Schleusen ist nicht möglich. Es gibt jedoch Bestrebungen, auch diese Bereiche wiederherzustellen, um den Kanal auch mit Booten wieder durchgehend für den Tourismus zu nutzen.
Die Wasserstraßenkreuzung mit dem Fluss Vilaine verläuft heute ganz anders als die damalige Planung vorsah. Ursprünglich war die Vilaine über Redon hinaus von den Gezeiten beeinflusst. Daher wurde parallel zur Vilaine bis nach Redon ein Kanal gegraben, der mitten in der Stadt oberhalb eines Sperrtores die Vilaine mit zwei Schleusen rechtwinkelig kreuzte. Seit in den 1970er Jahren bei Arzal ein Staudamm errichtet wurde, ist es mit den Gezeiten auf der Vilaine vorbei und die Schifffahrt kann direkt auf dem Fluss abgewickelt werden. Der Verbindungskanal und die zugehörige Schleuse wurden daher außer Betrieb genommen. Im Normalfall fährt man heute durch das Hafenbecken von Redon und verlässt dieses durch die Schleuse „Grand Bassin“ zur Fortsetzung auf dem Canal de Nantes à Brest Richtung Westen.

### Flora und Fauna
Auf 80 % seiner Länge beansprucht der Kanal die genutzten Fließgewässer, die zum Teil stark erweitert und ausgebaut, zumindest aber mit Überlaufwehren und Schleusen versehen wurden. Nur 20 % der Strecke wurden neu gegraben. Wo der Kanal die Fließgewässer beansprucht, wurde im Allgemeinen nur das eine Ufer mit einem Damm versehen, auf dem der Treidelpfad verläuft, wobei Begradigungen vorgenommen wurden. Das andere Ufer blieb bis heute mehr oder weniger ursprünglich. Vielerorts sind sogar noch die ehemaligen Mäander zu erkennen. Entsprechend natürlich sind Flora und Fauna geblieben. So können zum Beispiel Biberratten (Nutria), franz. ragondin, beobachtet werden. Das Wasser ist zwar fast überall braun und trüb, aber der Kanal ist äußerst fischreich. Auch wenn die Weißfische überwiegen, so lassen sich doch z. B. Hechte respektabler Größe fangen.

## Schleusenfolge
Im Folgenden wird der Verlauf des Kanals über seine Schleusen dargestellt, beginnend an seinem östlichen Ende. Dabei wird der Name der Schleuse angegeben, gefolgt von der Anzahl der Staustufen bei dieser Schleuse und der zu überwindenden Höhe (positiv=aufwärts, negativ=abwärts). Es folgt die Lage der Schleuse in Bezug auf den Kilometerpunkt des Wasserweges. Ein gesperrter Abschnitt ist farblich gekennzeichnet und mit einer Anmerkung versehen.
| Schleuse                   | Anzahl Staustufen | Schleusen- hub | Lage bei Kilometerpunkt | Anmerkungen                                                                  |
|                            | –                 | –              | 0,0                     | Einmündung in die Loire in Nantes                                            |
| 1 Saint-Fèlix              | 1                 | ?? m           | 0,0                     | Schleusenhub abhängig vom Wasserstand der Loire                              |
|                            | –                 | –              | 1,0                     | Tunnel von Saint-Félix, Länge: 900 m                                         |
|                            | –                 | –              | 21,0                    | Stichkanal nach Nort-sur-Erdre, Länge: 6 km                                  |
| 2 Quiheix                  | 1                 | 2,61 m         | 21,6                    |                                                                              |
| 3 Tindière                 | 1                 | 2,68 m         | 26,2                    |                                                                              |
| 4 Rabinière                | 1                 | 2,71 m         | 28,9                    |                                                                              |
| 5 Haie-Pacoret             | 1                 | 2,47 m         | 30,0                    |                                                                              |
| 6 Cramezeul                | 1                 | 2,68 m         | 31,0                    |                                                                              |
| 7 Pas d’Héric              | 1                 | 2,60 m         | 32,3                    |                                                                              |
|                            | –                 | –              | –                       | Scheitelhaltung Bout-de-Bois                                                 |
| 8 Remaudais                | 1                 | −2,65 m        | 40,6                    |                                                                              |
| 9 Gué de l’Atelier         | 1                 | −2,22 m        | 43,8                    |                                                                              |
| 10 Terrier                 | 1                 | −1,12 m        | 45,3                    |                                                                              |
| 11 Blain                   | 1                 | −1,49 m        | 48,6                    |                                                                              |
| 12 Paudais                 | 1                 | −2,61 m        | 51,5                    |                                                                              |
| 13 Bougard                 | 1                 | −1,98 m        | 56,2                    |                                                                              |
| 14 Barel                   | 1                 | −1,47 m        | 59,5                    |                                                                              |
| 15 Touche                  | 1                 | −2,00 m        | 61,8                    |                                                                              |
| 16 Melneuf                 | 1                 | −2,00 m        | 65,9                    |                                                                              |
| 17 Bellions                | 1                 | ?? m           | 88,7                    | Schleusenhub abhängig vom Wasserstand der Vilaine                            |
|                            | –                 | –              | –                       | Einmündung in die Vilaine                                                    |
|                            | –                 | –              | –                       | Hafen von Redon                                                              |
| 18 Grand Bassin            | 1                 | ?? m           | 95,0                    | Schleusenhub abhängig vom Wasserstand der Vilaine                            |
|                            | –                 | –              | 105,2                   | Abzweigung Fluss Aff                                                         |
| 19 Painfaut oder Maclais   | 1                 | 1,95 m         | 105,3                   |                                                                              |
| 20                         | –                 | –              | –                       | Schleuse immer geöffnet                                                      |
| 21 Gueslin                 | 1                 | 2,29 m         | 116,6                   |                                                                              |
| 22 Rieux                   | 1                 | 1,40 m         | 120,4                   |                                                                              |
| 23 Beaumont                | 1                 | 2,39 m         | 125,5                   |                                                                              |
| 24 Foveno                  | 1                 | 1,93 m         | 129,5                   |                                                                              |
| 25 Malestroit              | 1                 | 3,65 m         | 132,6                   |                                                                              |
| 26 Lanée                   | 1                 | 1,33 m         | 134,4                   |                                                                              |
| 27                         | –                 | –              | –                       | Schleuse immer geöffnet                                                      |
| 28 Ville aux Fruglins      | 1                 | 1,60 m         | 139,7                   |                                                                              |
| 29 Montertelot             | 1                 | 2,10 m         | 143,7                   |                                                                              |
| 30 Blon                    | 1                 | 1,60 m         | 146,2                   |                                                                              |
| 31 Guillac                 | 1                 | 2,00 m         | 149,0                   |                                                                              |
| 32 Carmenais               | 1                 | 1,70 m         | 152,1                   |                                                                              |
| 33 Clan                    | 1                 | 2,00 m         | 154,1                   |                                                                              |
| 34 Saint-Jouan             | 1                 | 1,40 m         | 155,6                   |                                                                              |
| 35 Josselin                | 1                 | 1,40 m         | 157,3                   |                                                                              |
| 36 Beaufort                | 1                 | 1,00 m         | 158,4                   |                                                                              |
| 37 Caradec                 | 1                 | 2,00 m         | 159,8                   |                                                                              |
| 38 Rouvray                 | 1                 | 1,60 m         | 161,4                   |                                                                              |
| 39 Bocneuf                 | 1                 | 2,00 m         | 163,1                   |                                                                              |
| 40 Pommeleuc               | 1                 | 2,20 m         | 165,6                   |                                                                              |
| 41 La Tertraie             | 1                 | 2,20 m         | 165,9                   |                                                                              |
| 42                         | –                 | –              | –                       | Schleuse immer geöffnet                                                      |
| 43 Cadoret                 | 1                 | 2,00 m         | 169,7                   |                                                                              |
| 44 Lié                     | 1                 | 1,60 m         | 170,9                   |                                                                              |
| 45 Griffet                 | 1                 | 2,00 m         | 172,4                   |                                                                              |
| 46 La Grenouillère         | 1                 | 2,00 m         | 173,3                   |                                                                              |
| 47 Trévérand               | 1                 | 2,50 m         | 174,2                   |                                                                              |
| 48 Penhouët                | 1                 | 2,50 m         | 175,4                   |                                                                              |
| 49 Lille                   | 1                 | 2,50 m         | 176,4                   |                                                                              |
| 50 Timadeuc                | 1                 | 2,00 m         | 178,4                   |                                                                              |
| 51 Quengo                  | 1                 | 1,70 m         | 180,5                   |                                                                              |
| 52 Rohan                   | 1                 | 2,30 m         | 181,4                   |                                                                              |
| 53 Saint-Samson            | 1                 | 2,00 m         | 183,6                   |                                                                              |
| 54 Guer                    | 1                 | 2,00 m         | 184,8                   |                                                                              |
| 55 Coët-Prat               | 1                 | 2,48 m         | 185,8                   |                                                                              |
| 56 Kermelin                | 1                 | 2,57 m         | 186,8                   |                                                                              |
| 57 Sablière                | 1                 | 2,57 m         | 187,2                   |                                                                              |
| 58 Kériffe                 | 1                 | 2,57 m         | 187,5                   |                                                                              |
| 59 Boju                    | 1                 | 2,57 m         | 187,8                   |                                                                              |
| 60 Parc Coh                | 1                 | 2,57 m         | 188,0                   |                                                                              |
| 61 Goiffre                 | 1                 | 2,57 m         | 188,2                   |                                                                              |
| 62 Goirball                | 1                 | 2,57 m         | 188,5                   |                                                                              |
| 63 Guernogas               | 1                 | 2,57 m         | 188,7                   |                                                                              |
| 64 Branguily               | 1                 | 2,57 m         | 189,0                   |                                                                              |
| 65 Neau-Blanche            | 1                 | 2,57 m         | 189,2                   |                                                                              |
| 66 Pont-Terre              | 1                 | 2,57 m         | 189,4                   |                                                                              |
| 67 Forêt                   | 1                 | 3,37 m         | 189,6                   |                                                                              |
| 68 Menn-Merle              | 1                 | 1,78 m         | 189,7                   |                                                                              |
| 69 Toulhouët               | 1                 | 1,78 m         | 189,9                   |                                                                              |
| 70 Ville Perro             | 1                 | 2,58 m         | 190,1                   |                                                                              |
| 71 Gouvly                  | 1                 | 2,59 m         | 190,2                   |                                                                              |
| 72 Saint-Gonnery           | 1                 | 2,59 m         | 190,4                   |                                                                              |
| 73 Kervezo                 | 1                 | 2,59 m         | 190,6                   |                                                                              |
| 74 Douaren                 | 1                 | 2,59 m         | 190,7                   |                                                                              |
| 75 Grand Pré               | 1                 | 2,59 m         | 190,9                   |                                                                              |
| 76 Hilvern                 | 1                 | 2,58 m         | 191,1                   |                                                                              |
| 77 La Pépinière            | 1                 | 2,58 m         | 191,2                   |                                                                              |
| 78 Bel Air                 | 1                 | 2,78 m         | 191,4                   |                                                                              |
|                            | –                 | –              | –                       | Scheitelhaltung Hilvern                                                      |
| 79 Kéroret                 | 1                 | −2,74 m        | 196,3                   |                                                                              |
| 80 Er Houët                | 1                 | −2,53 m        | 196,4                   |                                                                              |
| 81 Kérivy                  | 1                 | −2,54 m        | 196,5                   |                                                                              |
| 82 Parc-Er-Lann            | 1                 | −2,53 m        | 196,7                   |                                                                              |
| 83 Kerihoué                | 1                 | −3,04 m        | 196,8                   |                                                                              |
| 84 Parc-Lann-Bihan         | 1                 | −2,03 m        | 196,9                   |                                                                              |
| 85 Lann-Vras               | 1                 | −2,54 m        | 197,0                   |                                                                              |
| 86 Parc-Buisson            | 1                 | −2,54 m        | 197,2                   |                                                                              |
| 87 Couëdic                 | 1                 | −2,54 m        | 197,3                   |                                                                              |
| 88 Joli-Cœur               | 1                 | −2,69 m        | 199,6                   |                                                                              |
| 89 Parc-Lann-Hir           | 1                 | −2,88 m        | 199,8                   |                                                                              |
| 90 Parc-Lann-Ergo          | 1                 | −2,54 m        | 199,9                   |                                                                              |
| 91 Parc-Bihan              | 1                 | −2,54 m        | 200,0                   |                                                                              |
| 92 Kerponer                | 1                 | −2,55 m        | 200,1                   |                                                                              |
| 93 Restériard              | 1                 | −2,53 m        | 200,2                   |                                                                              |
| 94 Tri-Parc-Lann-Favilette | 1                 | −2,54 m        | 200,4                   |                                                                              |
| 95 Parc-Bras               | 1                 | −2,74 m        | 200,6                   |                                                                              |
| 96 Ros                     | 1                 | −2,34 m        | 200,7                   |                                                                              |
| 97 Guerlaunay              | 1                 | −2,54 m        | 200,8                   |                                                                              |
| 98 Bohumet                 | 1                 | −2,54 m        | 201,1                   |                                                                              |
| 99 Kervégan                | 1                 | −2,55 m        | 201,3                   |                                                                              |
| 100 Tren-Deur-Ros          | 1                 | −2,50 m        | 202,0                   |                                                                              |
| 101 Kerveno                | 1                 | −2,49 m        | 202,3                   |                                                                              |
| 102 Parc-Lann-Hoarem       | 1                 | −2,59 m        | 202,8                   |                                                                              |
| 103 Haie                   | 1                 | −2,55 m        | 203,5                   |                                                                              |
| 104 Villeneuve             | 1                 | −2,50 m        | 204,0                   |                                                                              |
| 105 Kerdudaval             | 1                 | −2,54 m        | 204,5                   |                                                                              |
| 106 Kervert                | 1                 | −2,54 m        | 205,1                   |                                                                              |
| 107 Ponteau                | 1                 | −2,54 m        | 205,5                   |                                                                              |
|                            | –                 | –              | 206,0                   | Einmündung in den Fluss Blavet bei Pontivy                                   |
|                            | –                 | –              | –                       | Gesperrter Abschnitt zwischen Pontivy und Goariva mit Scheitelhaltung Glomel |
| 192 Goariva                | 1                 | −2,60 m        | 279,4                   |                                                                              |
| 193 Kervoulédic            | 1                 | −2,60 m        | 280,1                   |                                                                              |
| 194 Prat-ar-Born           | 1                 | −2,60 m        | 280,5                   |                                                                              |
| 195 Pellerm                | 1                 | −2,60 m        | 281,0                   |                                                                              |
| 196 Kergoutois             | 1                 | −2,60 m        | 281,7                   |                                                                              |
| 197 Pont d’Auvlas          | 1                 | −2,50 m        | 282,4                   |                                                                              |
| 198 Roc’h-Caër             | 1                 | −2,55 m        | 283,2                   |                                                                              |
| 199 Lille                  | 1                 | −2,45 m        | 283,8                   |                                                                              |
| 200 Pont-ar-Brost          | 1                 | −2,50 m        | 284,3                   |                                                                              |
| 201 Kergaden               | 1                 | −2,50 m        | 284,9                   |                                                                              |
| 202 Kerdugnès              | 1                 | −2,57 m        | 285,8                   |                                                                              |
| 203 Kergoat                | 1                 | −2,45 m        | 286,7                   |                                                                              |
| 204 Coz-Castel             | 1                 | −2,48 m        | 287,6                   |                                                                              |
| 205 Kergoff                | 1                 | −2,54 m        | 289,1                   |                                                                              |
| 206 Stêrvalen              | 1                 | −2,47 m        | 291,2                   |                                                                              |
| 207 Le Stêr                | 1                 | −2,55 m        | 293,4                   |                                                                              |
| 208 Lesnévez               | 1                 | −1,97 m        | 295,7                   |                                                                              |
| 209 Pont Triffen           | 1                 | −2,01 m        | 297,2                   |                                                                              |
| 210 Pénity                 | 1                 | −2,27 m        | 299,1                   |                                                                              |
| 211 Roz-ar-Gaouen          | 1                 | −1,71 m        | 301,7                   |                                                                              |
| 212 Méros                  | 1                 | −1,98 m        | 303,3                   |                                                                              |
| 213 Rosily                 | 1                 | −1,97 m        | 305,3                   |                                                                              |
| 214 Lanmeur                | 1                 | −2,14 m        | 307,3                   |                                                                              |
| 215 Goaker                 | 1                 | −1,82 m        | 309,9                   |                                                                              |
| 216 Moustoir               | 1                 | −1,95 m        | 311,8                   |                                                                              |
| 217 Boudrac’h              | 1                 | −1,95 m        | 314,5                   |                                                                              |
| 218 Bizernic               | 1                 | −1,95 m        | 316,3                   |                                                                              |
| 219 Châteauneuf            | 1                 | −1,95 m        | 318,0                   |                                                                              |
| 220 Kerboaret              | 1                 | −1,93 m        | 319,9                   |                                                                              |
| 221 Kersalig               | 1                 | −1,92 m        | 321,8                   |                                                                              |
| 222 Prat-Pourrig           | 1                 | −2,17 m        | 325,6                   |                                                                              |
| 223 Nénez                  | 1                 | −1,98 m        | 328,2                   |                                                                              |
| 224 Rosvéguen              | 1                 | −1,97 m        | 330,9                   |                                                                              |
| 225 Buzit                  | 1                 | −1,97 m        | 334,2                   |                                                                              |
| 226 Saint-Algon            | 1                 | −1,89 m        | 336,3                   |                                                                              |
| 227 Stéréon                | 1                 | −1,92 m        | 338,1                   |                                                                              |
| 228 Coat-Pont              | 1                 | −1,99 m        | 340,9                   |                                                                              |
| 229 Lothey                 | 1                 | −2,02 m        | 343,4                   |                                                                              |
| 230 Trésiguidy             | 1                 | −1,88 m        | 345,7                   |                                                                              |
| 231 Guillec                | 1                 | −1,69 m        | 348,7                   |                                                                              |
| 232 Aulne                  | 1                 | −2,02 m        | 350,6                   |                                                                              |
| 233 Prat-Hir               | 1                 | −1,95 m        | 353,4                   |                                                                              |
| 234 Toul-ar-Rodo           | 1                 | −1,90 m        | 356,2                   |                                                                              |
| 235 Coatigrac’h            | 1                 | −1,97 m        | 357,8                   |                                                                              |
| 236 Châteaulin             | 1                 | −1,30 m        | 360,4                   |                                                                              |
|                            | –                 | –              | 396,0                   | Ende des Kanals nahe Landévennec und Mündung in die Bucht von Brest          |

Quelle: David Edwards-May: Binnengewässer Frankreichs, alle schiffbaren Flüsse und Kanäle. Edition Maritim, Hamburg 1997, ISBN 3-922117-61-9.

## Film
- Im Herzen der Bretagne. Entlang des Nantes-Brest-Kanals. Dokumentarfilm, Deutschland, 2008, 44:20 Min., Buch und Regie: Susanne Gebhardt, Norbert Bandel, Produktion: SR, Reihe: Reisewege, Erstsendung: 11. März 2009 beim SR, Inhaltsangabe von ARD. 
  Die Autoren erhielten dafür 2011 den Goldenen Columbus, den Preis der Reisejournalisten.[3][4]